# Спазмолитики
Спазмоли́тики (от греч. spasmos — спазм и греч. lyticos — «способный растворять», «ослабляющий», также антиспазмо́дики) — препараты, понижающие тонус и двигательную активность гладких мышц, подавляющие мышечные спазмы.
Спазмолитики применяются для снятия спазмов гладкой мускулатуры бронхов, сосудов, органов пищеварительного тракта, а также желчных и мочевыводящих путей. В зависимости от механизма действия препараты подразделяют на две основные группы.

## Классификация

### Миотропные спазмолитики
Оказывают непосредственное действие на гладкую мускулатуру, воздействуя непосредственно на биохимические процессы в клетках. Такой эффект используется для предотвращения спазмов в органах, где требуется непосредственное расслабление, например, в бронхах и сосудах. К ним относятся такие средства, как папаверин, дротаверин, сальсолин, сальсолидин, магния сульфат и другие.

### Нейротропные спазмолитики
Вызывают спазмолитический эффект за счёт нарушения передачи нервных импульсов в вегетативных ганглиях или на концах вегетативных нервов, что препятствует возникновению спазмов. В данной группе выделяют два подтипа: средства центрального действия, оказывающие влияние на ЦНС, например, природные алкалоиды, производные атропина (гиосциамин, скополамин), платифилин, синтетические препараты (метацин и хлорозил), а также средства периферического действия, не проникающие через гематоэнцефалический барьер, к числу которых относятся четвертичные аммониевые соединения (например, метоциния йодид).

## Спазм гладкой мышцы
Один тип спазмолитиков, используемых для расслабления гладких мышц, особенно в трубчатых органах желудочно-кишечного тракта. Эффект для предотвращения спазмов желудка, кишечника и мочевого пузыря. Как дицикломин, так и гиосциамин являются спазмолитиками в связи с их антихолинергическим действием. Оба эти лекарства имеют общие побочные эффекты и могут ухудшить гастроэзофагеальную рефлюксную болезнь.